# Robert Lutz
Robert Charles "Bob" Lutz, född 29 augusti 1947 i Lancaster i Pennsylvania, är en amerikansk högerhänt tidigare professionell tennisspelare. Han var en god singelspelare men hade störst framgångar i dubbel. 

## Tenniskarriären
Bob Lutz tillhörde den amerikanska tenniseliten från mitten av 1960-talet. Mellan 1967 och 1977 rankades han vid flera tillfällen bland USA:s 10 bästa spelare. Under 1972 rankades Lutz som världssjua i singel.
Lutz nådde singelfinal i amerikanska amatörmästerskapen 1968 och i amerikanska nationella mästerskapen 1969. Han blev professionell WCT-spelare 1970 och vann singeltiteln i US Pro 1972 genom finalseger över holländaren Tom Okker. Som proffs vann han ytterligare 9 singeltitlar fram till 1980. 
Bob Lutz firade sina största triumfer som dubbelspelare med 43 titlar perioden 1966-82. Under säsongerna 1968 och -69 grundlade Lutz ett mycket framgångsrikt dubbelpartnerskap med landsmannen Stan Smith och vann med honom fem amerikanska dubbelmästerskap på alla fyra aktuella bantyper under de säsongerna. Bland segrarna under 1960-talet märks dubbeltiteln i Grand Slam-turneringen US Open 1968 (finalseger över Arthur Ashe/Andres Gimeno). 
Tillsammans med Stan Smith vann han totalt 36 av sina dubbeltitlar, däribland fem i GS-turneringar. Paret är därmed ett av de framgångsrikaste i tennishistorien. Förutom dubbeltiteln 1968 i US Open vann paret titeln också 1974, 1978 och 1980. I den sista finalen besegrade de Peter Fleming/John McEnroe (7-6 3-6 6-1 3-6 6-3). Dubbeltiteln i Australiska öppna vann Lutz/Smith 1970.
Åren 1968-70, -75-79 och -81 deltog Lutz i det amerikanska Davis Cup-laget. Han spelade totalt 17 matcher (16 i dubbel) och vann 15 av dessa (14 i dubbel). Fjorton av dubbelmatcherna spelade han tillsammans med Smith. Under perioden vann USA cuptiteln vid fyra tillfällen.

## Spelaren och personen
Lutz, som graduerades på University of Southern California, är upptagen i universitets Hall of Fame.

## Grand Slam-titlar
- Australiska öppna
  - Dubbel - 1970
- US Open
  - Dubbel -1968, 1974, 1978, 1980